# Henri Adeline
Pour les articles homonymes, voir Adeline.
Henri Adeline, né le 8 mai 1898 à Verdun et mort le 1er mai 1971 à Châlons-sur-Marne, est un général et un résistant français. Il  combattit dans les rangs de l'armée de terre française pendant les deux guerres mondiales, et s'engagea à partir de 1943 dans les maquis de Dordogne puis, lors de la Libération, combattit dans le sud-ouest et contre les poches allemandes de Royan et de la Rochelle. Il est Compagnon de la Libération.

## Biographie

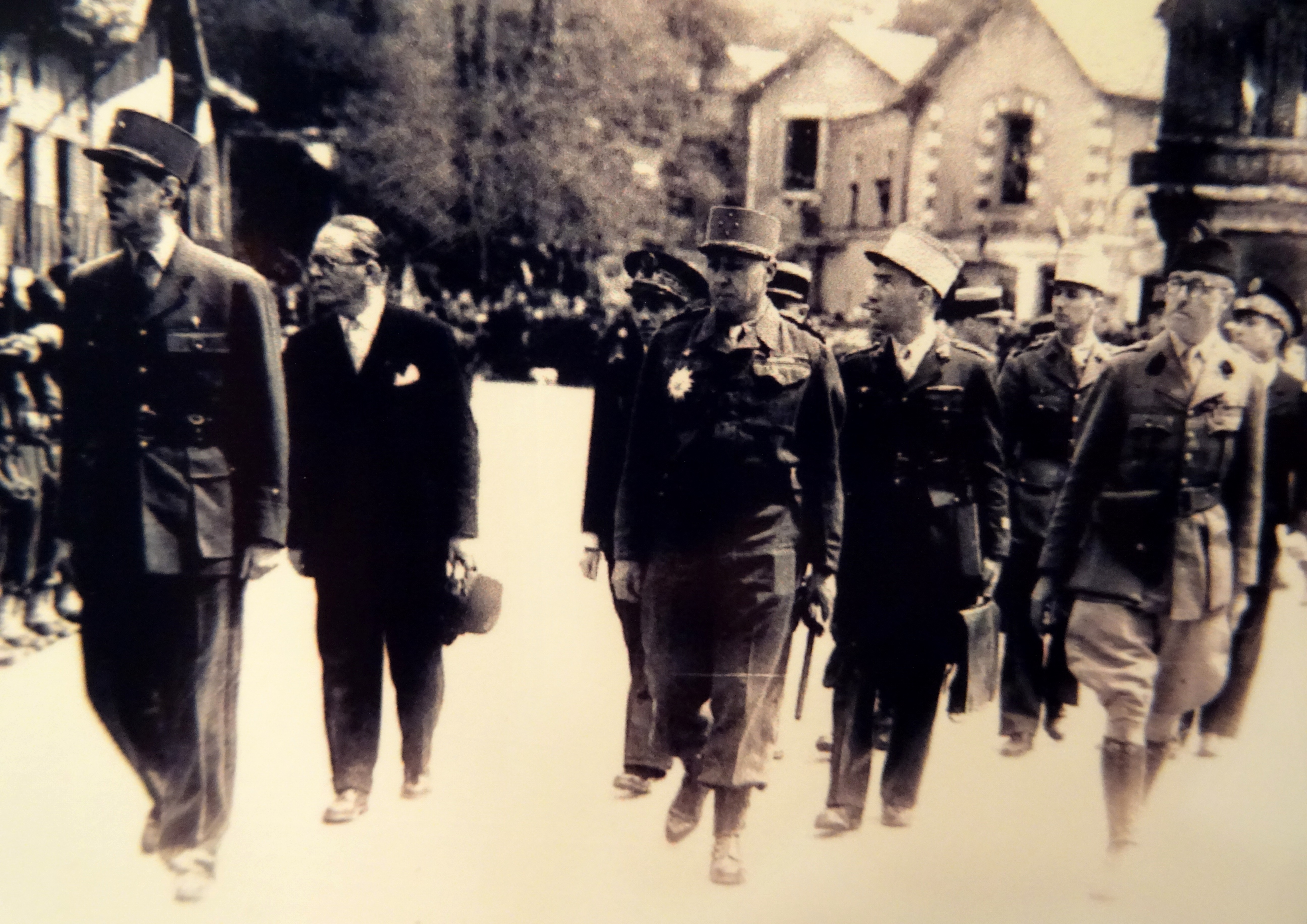
Le 25 avril 1945, à Saint-Palais-sur-Mer, le général de Gaulle passe en revue les troupes qui ont participé à la conquête de Royan. À cette occasion il est fait compagnon de la libération. De gauche à droite : Le général de Gaulle, André Diethelm, ministre de la Guerre, le général de Larminat et le colonel Adeline.

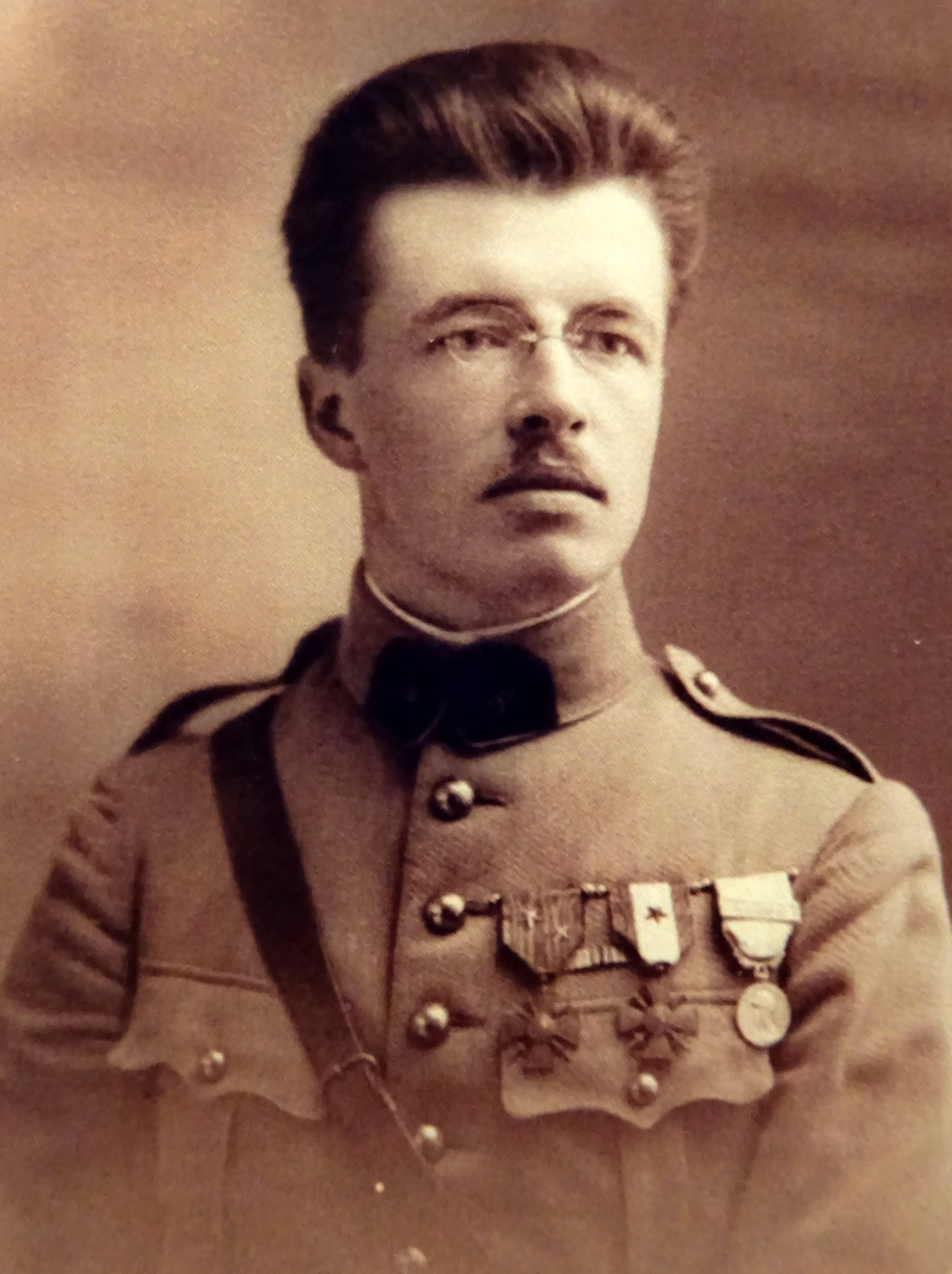
Henri Adeline Lieutenant au 8e Génie à Tours, en mai 1922

D'origine lorraine, fils d’un conducteur des ponts et chaussées, Henri Marie Charles Adeline suit des études secondaires au collège de Verdun puis au lycée de Troyes. Il est admis à l'École spéciale militaire de Saint-Cyr en 1916 (promotion des Drapeaux et de l'amitié franco-américaine). Il y reste un an et part pour le front comme aspirant du 278e régiment d'infanterie en août 1917. Il est blessé par un éclat d'obus en juillet 1918. De 1920 à 1922, il sert dans différentes affectations dans le service des transmissions au Maroc. Il va suivre ensuite des cours à l'école technique du Génie et est ensuite affecté à Nancy, au 18e régiment du génie. Il suit les cours de l'école de Guerre entre 1930 et 1932 puis est affecté à l'état-major de la 20e région militaire toujours à Nancy avant de partir au 6e régiment du génie à Angers.
En septembre 1939, il est affecté à l'état-major du 12e corps d'armée en Alsace, corps d'armée qui se retrouve encerclé en Alsace en juin 1940. Le 24 juin, refusant de se rendre, il prend la tête d'un petit groupe d'officiers et de sous-officiers et à pied, va rejoindre la zone libre à plus de 250 km de là.
Au sein de l'Armée d'armistice, il commande le 1er bataillon du génie à Bergerac. En novembre 1942, lorsque les Allemands envahissent la zone libre, il entre en contact avec l'Armée secrète (AS) et l'Organisation de résistance de l'armée (ORA) qu'il rejoint dès 1943.
En avril 1944, il commande un maquis à côté de Bergerac et est adjoint militaire au chef de l'Armée secrète pour le sud de la Dordogne.
En août 1944, dirigeant les maquis de l'Armée secrète et des FTP de Dordogne Sud, il poursuit les colonnes allemandes qui se replient sur Bordeaux. Il libère Bergerac, Libourne, puis Bordeaux, désertée par la Wehrmacht, le 28 août.
Puis début septembre, il prend le commandement de tous les groupements FFI du Sud-Ouest (environ 12 000 hommes) et 
commandera les opérations face à la poche allemande de La Rochelle et celle de Royan et de la pointe de Grave. Après une réunion le 18 septembre 1944 avec le général de Gaulle dans son PC de Saintes, il doit réduire cette dernière pour permettre de dégager le port de Bordeaux et temporiser pour la Rochelle, De Gaulle craignant une destruction du port par les Allemands.

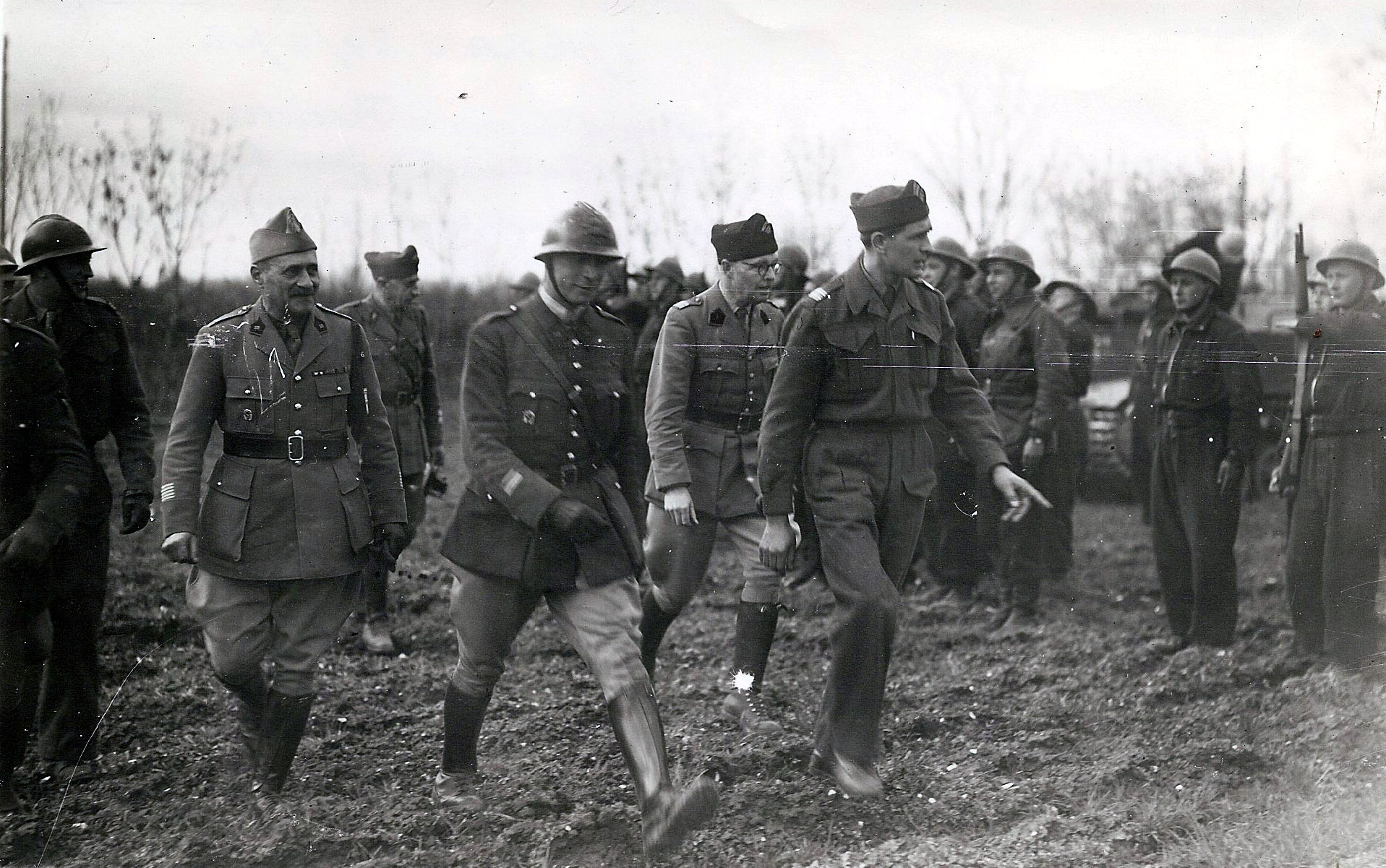
Passage en revue du 12e RA, Forces françaises de l'Ouest, Charente-Maritime, 1945.
De g. à d. : colonel Alfred Jacobson, chef d'escadron Jacques Baratte, colonel Henri Adeline, lieutenant-colonel Georges Moressée

En octobre 1944, est créé le "front de l'Ouest" afin de réduire les poches de résistance allemande sur toute la façade atlantique française, commandé par le général de Larminat, sous le commandement duquel passe Adeline, toujours à la tête du front de Royan et de la Rochelle. Il commande l'attaque contre Royan à la tête de la division "Gironde" entre 14 et le 18 avril 1945.
Il est fait compagnon de la Libération le 25 avril 1945 par le général de Gaulle.
Il fut promu général de brigade le 8 mai 1945.
Après guerre, il est nommé chef des troupes du génie en Algérie puis dirige ensuite le génie de la 1re Région militaire où il va faire construire près de 1 500 logements pour les cadres militaires en région parisienne.
Il prend sa retraite militaire en 1955 et va alors diriger un bureau d'étude qui va superviser la construction de plus de mille appartements en région parisienne, à Strasbourg et à Saint-Georges-de-Didonne (Charente-Maritime).
Le général Adeline meurt le 1er mai 1971, à la suite d'un accident de voiture, à Châlons-sur-Marne où son épouse Jeanne Fallet (née en 1896) est tuée sur le coup. Il est inhumé à Sivry-sur-Meuse (Meuse), sa région d'origine et où il possédait une maison de vacances.
Le couple a eu quatre enfants.

## Distinctions et décorations

### Décorations françaises
- Commandeur de la Légion d'honneur par décret du 27 octobre 1948[6]
- Compagnon de la Libération, décret du 28 mai 1945[3],[7]
- Croix de guerre 1914-1918 avec deux étoiles d'argent (2 citations à l'ordre de la division)[6]
- Croix de guerre 1939-1945 (2 citations)
- Croix de guerre des Théâtres d'opérations extérieurs (1 citation)[6]
- Insigne des blessés militaires, pour sa blessure reçue le 21 juillet 1918[6]
- Médaille coloniale avec l'agrafe « Maroc »
- Médaille commémorative des services volontaires dans la France libre
- Croix du combattant
- Croix du combattant volontaire de la Résistance
- Médaille interalliée de la Victoire par décret du 29 octobre 1919[6]
- Médaille commémorative de la guerre 1914-1918
- Médaille commémorative française de la guerre 1939-1945

## Publications
- Manuel d'électricité du gradé radiotélégraphiste, 1939[8]
- La libération du Sud-Ouest : Bordeaux-Royan-La Rochelle (août 1944-mai 1945), 1948[9]
- Considérations sur le Génie au Combat, 1952

## Odonymes
Trois voies publiques sont nommées d'après lui : 
- Avenue Général-Adeline à Viry-Chatillon en région parisienne
- Impasse Général-Adeline, à Bergerac (Dordogne)
- Place Général-Henri-Adeline, à Sivry-sur-Meuse (Meuse).